# 6012 Williammurdoch
6012 Williammurdoch este un asteroid din centura principală de asteroizi.

## Descriere
6012 Williammurdoch este un asteroid din centura principală de asteroizi. A fost descoperit pe 22 septembrie 1990 la Siding Spring de Robert H. McNaught. Asteroidul prezintă o orbită caracterizată de o semiaxă mare de 2,63 ua, o excentricitate de 0,34 și o înclinație de 18,3° în raport cu ecliptica.